# FC Stabio
Der 1958 gegründete FC Stabio war ein Schweizer Fussballverein aus Stabio, einer Gemeinde im Bezirk Mendrisio im Kanton Tessin. Er fusionierte am 2. Juli 2006 mit dem vormals auch als Mendrisiostar bekannten FC Mendrisio zum FC Mendrisio-Stabio.
Die Vereinsfarben waren Gelb und Schwarz. Der Verein spielte auf dem Campo Sportivo Montalbano.
Sportlicher Höhepunkt des FC Stabio war die Saison 1991/92, als der Verein in die dritte Spielklasse aufstieg, sich aber als Vorletzter sogleich wieder verabschieden musste. Im Pokalwettbewerb gelang der Mannschaft aus Stabio ein Achtungserfolg, als sie in der Saison 2003/04 in der ersten Runde in einem Bezirksderby den Zweitligisten FC Chiasso mit einem 3:2-Sieg nach Verlängerung ausschalten konnte. An jenem Tag zählten Clementi, der mit einem Doppelschlag in der 17. und 18. Minute einen 2:0-Vorsprung zur Halbzeit herausschoss, sowie Pelizzari der in der 105. Minute per Elfmeter den Sieg sicherte, zu den Helden. In der nächsten Runde kam allerdings mit einer 0:2-Heimniederlage gegen den Erstligisten FC Thun das Aus.
Der bekannteste Spieler des Vereines ist wohl Valon Behrami. Der Kosovoflüchtling wuchs im Ort auf und machte seine ersten fussballerischen Gehversuche vom 2. Oktober 1993 bis 21. August 1997 beim FC Stabio. Heutzutage ist er Profi in Italien beim AC Florenz und mehrfacher Schweizer Nationalspieler, der auch an der Fussballweltmeisterschaft 2006 teilnahm.
Die Website des Vereines war unter der Adresse www.fcstabio.ch verfügbar.